# Aqueduc de Carville
L'aqueduc de Carville est un ancien aqueduc situé à Rouen, en France.

## Localisation
L'aqueduc de Carville est situé dans le département français de la Seine-Maritime, sur la commune de Rouen, au 48 rue Saint-Hilaire.

## Historique
La chambre de visite de l'aqueduc est inscrite au titre des monuments historiques en 2005.